# Andreas Glück
Andreas Glück é um cirurgião e político alemão do Partido Democrático Livre (FDP) que serve como membro do Parlamento Europeu desde 2019.

## Carreira política
Glück é membro do Parlamento Europeu desde as eleições europeias de 2019. Desde então, serve na Comissão de Meio Ambiente, Saúde Pública e Segurança Alimentar. Em 2022, também passou a integrar o Comité Especial sobre a pandemia de COVID-19.
Além das suas atribuições no comité, Glück faz parte da delegação do Parlamento para as relações com a África do Sul. Ele também é membro do Intergrupo do Parlamento Europeu sobre Liberdade de Religião ou Crença e Tolerância Religiosa, do Intergrupo do Parlamento Europeu sobre Mares, Rios, Ilhas e Áreas Costeiras e do grupo de deputados contra o cancro.